# ГУЛАГ

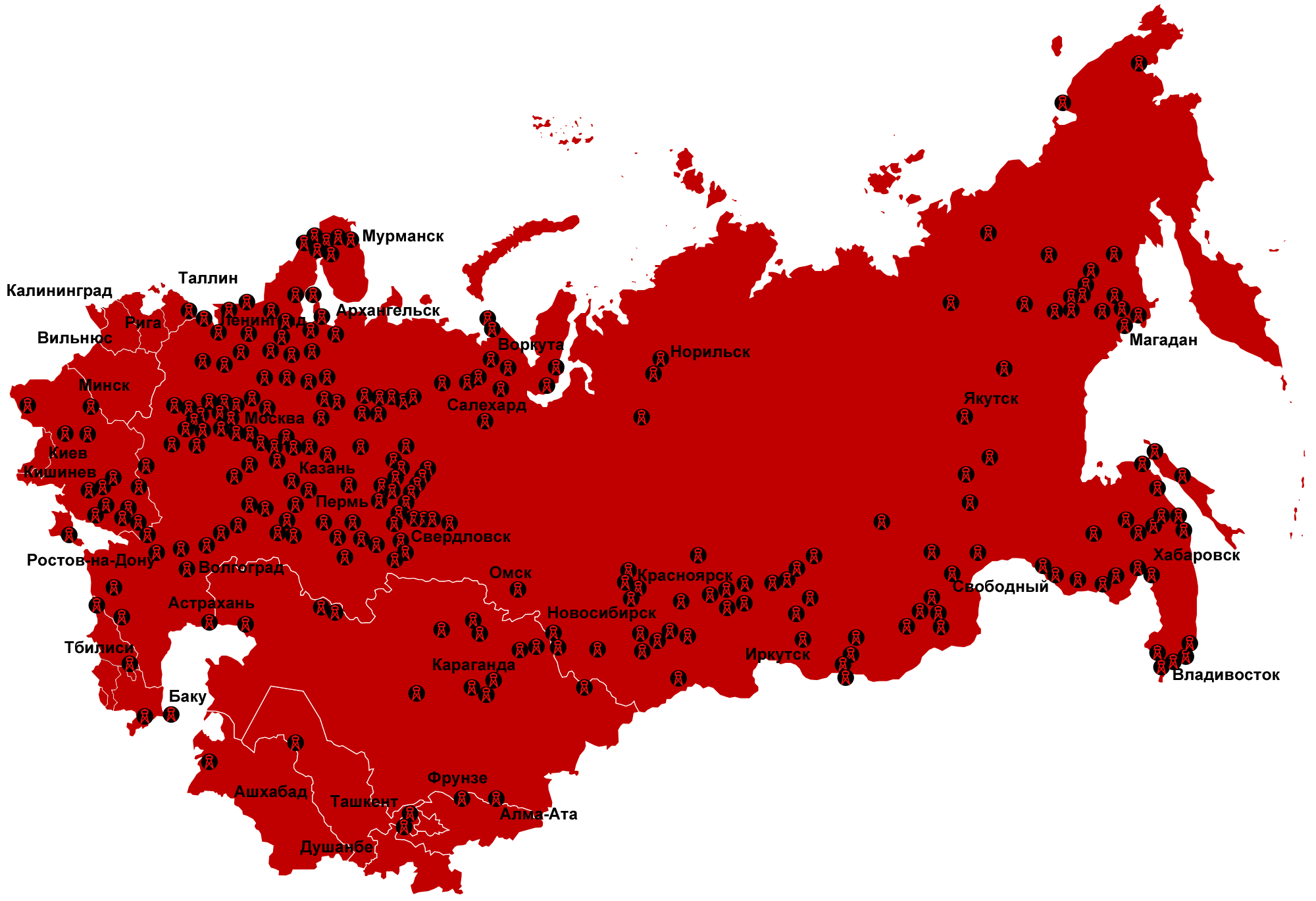
Мапа розташування концтаборів ГУЛАГу

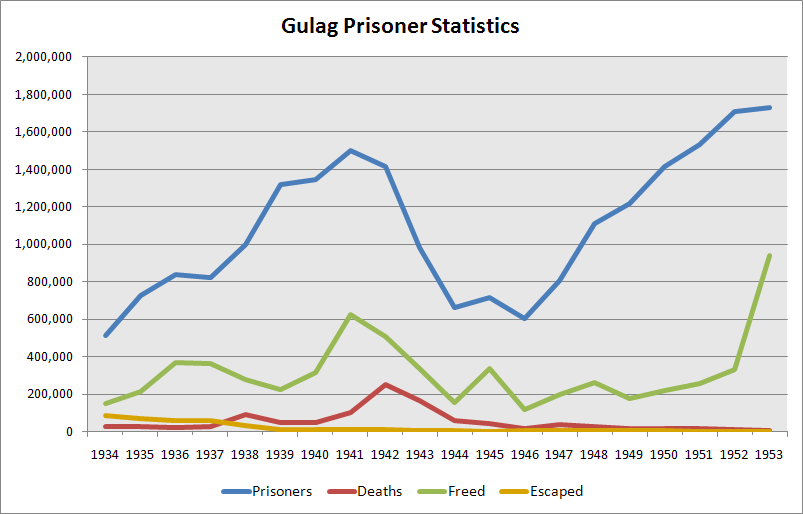
Статистика ув'язнених системи ГУЛАГ з 1934—1953:
Загалом в'язнів
Звільнених
Знищених
Втеч

ГУЛАГ, ҐУЛАҐ, ГУТАБ, рідше ГУЛаг (рос. Главное управление исправительно-трудовых лагерей, трудовых поселений и мест заключения) — у СРСР у 1934—1956 роках підрозділ НКВС, який керував системою виправничо-трудових (офіційна назва у 1920-х роках — концентраційних) таборів.
Для політичних супротивників більшовицького режиму були створені особливі місця ув'язнення («політізолятори»), а також — на початку 1920-х років — Управління Соловецьких таборів особливого призначення, що перебували у віданні органів державної безпеки ВНК — ОДПУ.

## Історія створення та функціонування
Створене Постановою ЦВК і РНК СРСР від 10 липня 1934. На той час управлінський апарат ГУЛАГу налічував понад 300 осіб, його начальником було призначено М.Бермана, який перед тим очолював структуру, що передувала ГУЛАГу, — Головне управління виправно-трудових таборів ОДПУ, реорганізоване у зв'язку з утворенням НКВС СРСР.
Пізніше, 27 жовтня 1934 р., за новою спільною постановою ЦВК і РНК СРСР до ГУЛАГу було передано виправно-трудові установи Наркомату юстиції (будинки ув'язнення, ізолятори, виправно-трудові колонії, бюро примусових робіт тощо).
На ГУЛАГ покладалися такі важливі для режиму завдання, як :
- Ізоляція радянським режимом «ненадійних елементів»;
- Використання в'язнів як дешевої робочої сили;
- Відкриття нових табірних комплексів;
- Ліквідація певних категорій в'язнів;

У роки великого терору контингент ГУЛАГу, попри широке застосування в країні смертної кари — розстрілу засуджених, а також збільшення смертності серед ув'язнених, стрімко збільшився. Якщо на 1 липня 1937 в таборах перебувало 788 тис. ч., то у квітні 1938 — вже понад 2 мільйони людей. Щоб якось «впоратися» з напливом ув'язнених, були організовані п'ять нових ВТТ (виправно-трудовий табір, серед них знаменитий Норильський), а потім ще тринадцять спеціальних лісозаготівельних таборів (Каргопольський, Тайшетський, Вятський, Північно-Уральський, Унженський, Усольський та ін.)

Торгівельний знак ГУЛАГ

Наприкінці 1930 — початку 1940-х рр. було створено чимало спеціалізованих управлінь ГУЛАГ (Дальбуд, Гідробуд та ін.), які, використовуючи безоплатну працю численних в'язнів, звершили чимало будівництв загальносоюзного значення, серед яких зокрема — Дніпрогес, Біломорсько-Балтійський канал, Комсомольськ-на-Амурі та ін.
Від 1940-х років ГУЛАГом фактично монополізовано[джерело?] проведення наукових досліджень для військових потреб шляхом створення так званих «шарашок» — закритих науково-дослідних установ де працювали ув'язнені.
Табірні комплекси ГУЛАГу, які підпорядковувалися лише Москві, були розкидані по всьому СРСР. На середину 1940-х рр. їх налічувалося кілька сотень.
18 млн людей[джерело?] пройшли через радянські табори та колонії в період із 1929 по 1953 р.; разом із військовополоненими, «спецпоселенцями», засланцями вимальовується страшна картина — 28,7 мільйона осіб пройшли «очищення» у ГУЛАГу[джерело?]. З 1934 по 1953 рік було проведено до 800 тисяч політичних страт.
Кількість померлих у ГУЛАГу в період з 1918 по 1956 рік — від 1.2 до 1.7 мільйона.
Станом на початок 1950-х років українці складали п'яту частину в'язнів ГУЛАГу. В таборах їх налічувалося 362,6 тис., в колоніях — майже 143,6 тис. осіб.
Після смерті Й.Сталіна всі спеціалізовані управління ГУЛАГ були передані відповідним міністерствам.
Від 28 березня 1953 р. ГУЛАГ передано у відання Міністерства юстиції СРСР, а з 28 січня 1954 р. — МВС СРСР. 25 жовтня 1956 створено Головне управління виправно-трудових колоній МВС СРСР (рос. ГУИТК), а 27 березня 1959 р. — Головне управління місць ув'язнення МВС СРСР (рос. ГУМЗ), яке було розформоване 1 травня 1960.

## Начальники ГУЛАГу ОДПУ— НКВС— МВС (1930—1960)
- Ейхманс Федір Іванович квітень — червень 1930
- Коган Лазар Йосипович 17.06.1930 до 9 червня 1932
- Берман Матвій Давидович 09.06.1932 до 16 серпня 1937
- Плінер Ізраїль Ізраїльович 21.08.1937 до 16 листопада 1938
- Філаретов Гліб Васильович 16.11.1938 до 18 лютого 1939
- Чернишов Василь Васильович 18.02.1939 до 26 лютого 1941
- Насєдкін Віктор Григорович 26.02.1941 до 2 вересня 1947
- Добринін Георгій Прокопович 02.09.1947 до 31 січня 1951
- Долгих Іван Ілліч 31.01.1951 до 5 жовтня 1954
- Єгоров Сергій Єгорович 5.10.1954 до 4 квітня 1956
- Бакін Павло Миколайович 04.04.1954 до 6 травня 1958
- Холодков Михайло Миколайович 06.05.1958 до 13 червня 1960

## Умови утримання і репресії проти ув'язнених
За офіційними даними урядової комісії СРСР за 1954 р.[джерело?] умови життя і праці в таборах ГУЛАГу були нестерпними. Окрім тяжких побутових і санітарних умов людям було складно психологічно. Виснажлива праця, відсутність зв'язку з близькими пригнічували в'язнів.
Зі спогадів ув'язненої: «Був дуже суворий режим, украй важка праця та нестерпні умови проживання. Нас розмістили на тому місці, де будували Норильськ, жили в наметах. Вночі від холоду волосся примерзало до брезенту. Одягалися в недоноски з фронту. На ньому отвори від куль, осколків, засохла кров. Загризали воші. Не вистачало води. Її добували зі снігу. Їсти давали двічі на день. З житнього борошна варили рідку баланду, до якої додавали гнилу кільку. Хліба отримували мізерну кількість (50 гр.), з домішками. Робота в кар'єрах каторжна, по 12 годин на день. Жінки працювали так же як і чоловіки. Листи дозволяли писати двічі на рік.»Такі спогади політув'язненої Оксани Юрчук наводить історикиня Леся Бондарчук у статті "Жіноче обличчя Норильського повстання" в Історичній правді від 25 травня 2018.[джерело?]

## Вплив ув'язнення ГУЛАГу на суспільство та збереження пам'яті
В системі ГУЛАГУ загинула, як показано вище, велика кількість людей різних професій і суспільного стану: воїнів, духовенства, митців, інженерів, науковців, освітян, лікарів, членів сімей. Пам'ять, по суті, збиралася по крупинках. Окрім родинної пам'яті велику роль відіграла діяльність правозахисних рухів, зокрема А. Сахарова, П. Григоренка, УГС, руху "Меморіал". Пізніше, вже в часи відновлення незалежності України, дослідники стали працювати в архівах, насамперед спецслужб, які успадковані від репресивної системи СРСР. 
*    *    *
Як нині бачу низькі бараки,
В два яруси нари і тьму блощиць,
Бачу, як душиться с сопусі мряки
Людина нещасна, повержена ниць.  (Зіновій Красівський)
*    *    *
Бушлат до бушлата... під номером кожен... –
Сповиті у білу сипку карусель!
Ми зараз підвладні одній лиш сторожі,
Що здатна на все...
Гнемося ще нижче... в нікуди зіниці...
В студеності ночі – ми тіні дрижкі,
Чатують скрізь вишок бездзвонні дзвіниці,
Прожекторних струмів схрестились стежки. (Микола Сарма-Соколовський)

## Звільнення з таборів
Масове дострокове звільнення з таборів ГУЛАГу було здійснене після смерті Й. Сталіна. Звільнені були як ув'язнені за політичними, так і за кримінальними статтями.
Для приховування злочинів влади та охорони концтаборів зі звільнених брали підписку про нерозголошення інформації про все, що було пов'язане з їхнім перебуванням у таборах, включаючи умови утримання і факти знищення інших в'язнів. Підписка діяла довічно[джерело?].